# Stan Laurel
Arthur Stanley Jefferson (Ulverston, 16. lipnja 1890. – Santa Monica, Kalifornija, 23. veljače 1965.) poznatiji kao Stan Laurel bio je američki glumac, komičar, redatelj, filmski producent i scenarist rođen u Sjeveozapadnoj Engleskoj, narodnosti amerikanac.
Stan Laurel, najpoznatiji po ulozi Stanlia komičarskog dvojca Stanlio i Olio (Laurel & Hardy), osnovan zajedno s Oliverom Hardyjem. Njegove dosjetke bile su vrlo često jednostavne rečenice, ali su bile izražene šarenim i bizarnim kombinacijama.
Laurel je svoju karijeru počeo u Engleskoj, 1910. godine otišao je u SAD gdje je postigao velik uspjeh. Svoj prvi film je snimio 1917. i zvao se Nuts in May. Ostao je u filmskoj industriji i radio malen i nevažan posao za studije Hal Roach, Anderson i Universal.

## Djetinstvo
Stan je rođen 16. lipnja 1890. u Ulverstonu, gradu u Cumbriji, na sjeverozapadu Engleske. Njegova je obitelj bila uronjena u svijet zabave. Njegov otac, Arthur J. Jefferson (1862.-1949.), bio je višestruki umjetnik: glumac, autor, redatelj, voditelj nekih engleskih kazališta. Njegova majka, Madge Metcalfe (1860.-1908.), bila je dramska glumica, vrlo cijenjena od strane publike i kritičara.
Bio je živo dijete s velikom željom da se nasmije i nasmije ljude, ponekad čak i na manje prikladnim mjestima kao što su tijekom nastave u školi: ponašanje koje sigurno nije puno pomoglo njegovom učenju. Stanley je bio neredovit student, također zato što je njegova obitelj ponekad mijenjala gradove, nakon ciganske karijere njegova oca, koji je okončao svoje lutanje tek 1901. godine, trajno se nastanivši u Glasgowu u Škotskoj. Godinu dana ranije, 1900. godine, Stan je imao priliku prvi put nastupiti u javnosti u North Shieldsu, tijekom vojne parade povodom oslobođenja grada Mafekinga od opsade koja se dogodila tijekom Drugog burskog rata (1899.).

## Smrt
Laurel je umro u 13:45h 23. veljače 1965., od srčanog udara u dobi od 74 godine, u apartmanu 203 hotela Oceana u Santa Monici, stanu u kojem je živio sa suprugom od studenog 1958. godine. Sprovod je bio u crkvi "Church of the Hills" na groblju Forest Lawn, Hollywood Hillsa, gdje je tijelo kasnije kremirano i pokopano. U pismu upućenom dva tjedna ranije svom prijatelju Thomas Seftonu, Stan govori o lošoj infekciji u ustima, liječenoj rendgenskim zrakama, ali teško izlječivoj.
Rečeno je da se, na rubu smrti, obratio medicinskoj sestri govoreći:
"Volio bih biti u planinama na skijanju!"
Medicinska sestra:
"Volite li skijanje, g. Laurel?"
Laurel:
"Ne, mrzim ga... Radije bih to radio nego ovo!"

Dick Van Dyke, prijatelj, štićenik i povremeni imitator Laurela tijekom njegovih zadnjih godina, pročitao je The Clown's Prayer (Klaunovu molitvu). Tijekom ceremonije čuo se komičar nijemog filma Buster Keaton koji je iznio svoj sud o velikim sposobnostima glumca: "Chaplin nije bio najsmješniji. Ni ja nisam bio najsmješniji. Ovaj čovjek je bio najsmješniji..." Laurel je rekao: "Ako netko na mom sprovodu bude bio tužan, nikad više neću razgovarati s njim."

## Vanjske poveznice
- Stan Laurel u internetskoj bazi filmova IMDb-u (engl.)
- Works by or about Stan Laurel na Internet Archive
- Stan Laurel na TCM Movie Database
- The Stan Laurel Correspondence Archive Project